# Промкомбинат
Промкомбинат (якут.  ) — село в Амгинском улусе Якутии России. Входит в состав Чапчылганского наслега. Большинство жителей якуты.
Население 969 чел. (2021) .

## География
Село расположено на юго-востоке Центральной Якутии, на левобережье реки Амга. Село и его окрестности богаты естественными водоёмами, крупнейшее из них оз. Чапчылган — к северу-востоку.
Расстояние до улусного центра — села Амга — 2 км, до центра наслега — с. Чапчылган — 1 км.
Уличная сеть
состоит из трёх географических объектов:
- Переулки: Заречный пер., Озерный пер., Промкомбинат пер.
- Улицы: ул. Набережная, ул. Новая.

## История
Согласно Закону Республики Саха (Якутия) от 30 ноября 2004 года N 173-З N 353-III село вошло в образованное муниципальное образование Чапчылганский наслег.

## Население
| 2002 | 2010 | 2021 |
| ---- | ---- | ---- |
| 161  | ↗172 | ↗243 |

Гендерный состав
По данным Всероссийской переписи населения 2010 года в гендерной структуре населения из 172 человек мужчин — 77, женщин — 95 (44,8 и 55,2 % соответственно).
Национальный состав
Согласно результатам переписи 2002 года, в национальной структуре населения якуты составляли 63 %, русские	27 % от общей численности населения в 161 чел..

## Инфраструктура
Промкомбинат — Нефтебаза

## Транспорт
Автодорога «Амга», проходит по северной окраине села, есть выезд на автотрассу.